# Jurinea helichrysifolia
Jurinea helichrysifolia là một loài thực vật có hoa trong họ Cúc. Loài này được Popov ex Iljin mô tả khoa học đầu tiên năm 1941.